# Represe (genetika)
Represe je v genetice termín označující potlačení genové exprese. Znamená to, že daný gen není přepisován v RNA a tedy ani není vyráběn příslušný protein. Pojmu represor se v typickém případě používá v operonové genetice: u bakterií se vyskytují shluky genů, které jsou pod kontrolou těchto tzv. represorů. Represor se naváže na určitou sekvenci DNA před vlastními geny (na tzv. operátor) a tím umlčí transkripci. V případě známého lac operonu existuje ještě tzv. induktor, který se váže na represor a tím ho deaktivuje – to ve výsledku naopak transkripci spouští.
Represe může ale probíhat i na úrovni RNA, čímž se zase zastaví translace (přepis RNA protein). K represi může dojít i jednoduše tím, že produkty určitého enzymatického děje dosáhnou nadkritické koncentrace.